# Nadejda Lamanova
Nadejda Lamanova (Kaïoutova) (en russe : Надéжда Петро́вна Лáманова-Каю́това), née le 27 décembre (le 14 décembre a.s.) 1861 à Choutilovo (en russe : Шутилово), Gouvernement de Nijni Novgorod et morte le 14 octobre 1941 à Moscou, en URSS est une couturière et costumière russe et soviétique.

## Carrière
Jusqu'à la révolution russe de 1917, Lamanova fournissait la Cour impériale, créant des vêtements pour la dernière impératrice de Russie Alexandra Fiodorovna et sa sœur Élisabeth Fiodorovna. Sa clientèle se composait aussi d'actrices et autres femmes de la bohème.
Lamanova fut une grande amie du couturier français Paul Poiret. En 1911, pendant son voyage en Russie, Poiret demeura chez Lamanova dans son grand atelier du boulevard Tverskoï et donna trois défilés de mode,.
Après la Révolution, elle resta en URSS malgré la privation de son atelier. Lamanova fut une des fondatrices de la mode soviétique. En 1925, sa collection de vêtements inspirée des costumes nationaux a gagné le grand prix de l'Exposition internationale des Arts décoratifs et industriels modernes à Paris.
Nadejda Lamanova est morte au début de la Seconde Guerre mondiale à cause d'une crise cardiaque. L'histoire de sa mort est vraiment dramatique. Nadejda était en retard pour l'évacuation avec le reste du personnel de théâtre d’art de Moscou où elle travaillait comme costumière. Quand elle arriva, la compagnie était déjà partie. Sur le chemin pour retourner à son domicile, la couturière fit une pause pour reprendre son souffle devant  le théâtre Bolchoï. Soudain, une alerte anti-aérienne se déclencha dans la ville. Prise par la peur, elle fit un arrêt cardiaque.
Nadejda Lamanova est enterrée au cimetière Vagankovo.